# Гуанъань
Гуанъа́нь (кит. упр. 广安, пиньинь Guǎng'ān) — городской округ в провинции Сычуань КНР.

## История
В 1993 году постановлением Госсовета КНР был расформирован округ Наньчун (南充地区). Из уездов Гуанъань, Юэчи и Ушэн, городского уезда Хуаин бывшего округа Наньчун, а также уезда Линьшуй бывшего округа Дачжоу (达川地区) был образован округ Гуанъань (广安地区).
В 1998 году постановлением Госсовета КНР округ Гуанъань был преобразован в городской округ, а территория бывшего уезда Гуанъань стала районом Гуанъань в его составе; городской уезд Хуаин был подчинён напрямую правительству провинции Сычуань.
В 2013 году из района Гуанъань был выделен район Цяньфэн.

## Административно-территориальное деление
Городской округ Гуанъань делится на 2 района, 1 городской уезд, 3 уезда:
| Карта                                    | Карта          | Карта    | Карта     | Карта        | Карта            | Карта         | Карта                      |
| ---------------------------------------- | -------------- | -------- | --------- | ------------ | ---------------- | ------------- | -------------------------- |
| Гуанъань Цяньфэн Юэчи Ушэн Линьшуй Хуаин |                |          |           |              |                  |               |                            |
| #                                        | Статус         | Название | Иероглифы | Пиньинь      | Население (2004) | Площадь (км²) | Плотность населения (/км²) |
| 1                                        | Район          | Гуанъань | 广安区    | Guǎng'ān qū  | 1 230 000        | 1536          | 801                        |
| 2                                        | Район          | Цяньфэн  | 前锋区    | Qiánfēng qū  | 530 000          | 505,6         | 1048,3                     |
| 3                                        | Городской уезд | Хуаин    | 华蓥市    | Huāyíng shì  | 350 000          | 466           | 751                        |
| 4                                        | Уезд           | Юэчи     | 岳池县    | Yuèchí xiàn  | 1 160 000        | 1457          | 796                        |
| 5                                        | Уезд           | Ушэн     | 武胜县    | Wǔshēng xiàn | 820 000          | 966           | 849                        |
| 6                                        | Уезд           | Линьшуй  | 邻水县    | Línshuǐ xiàn | 970 000          | 1919          | 505                        |

## Экономика

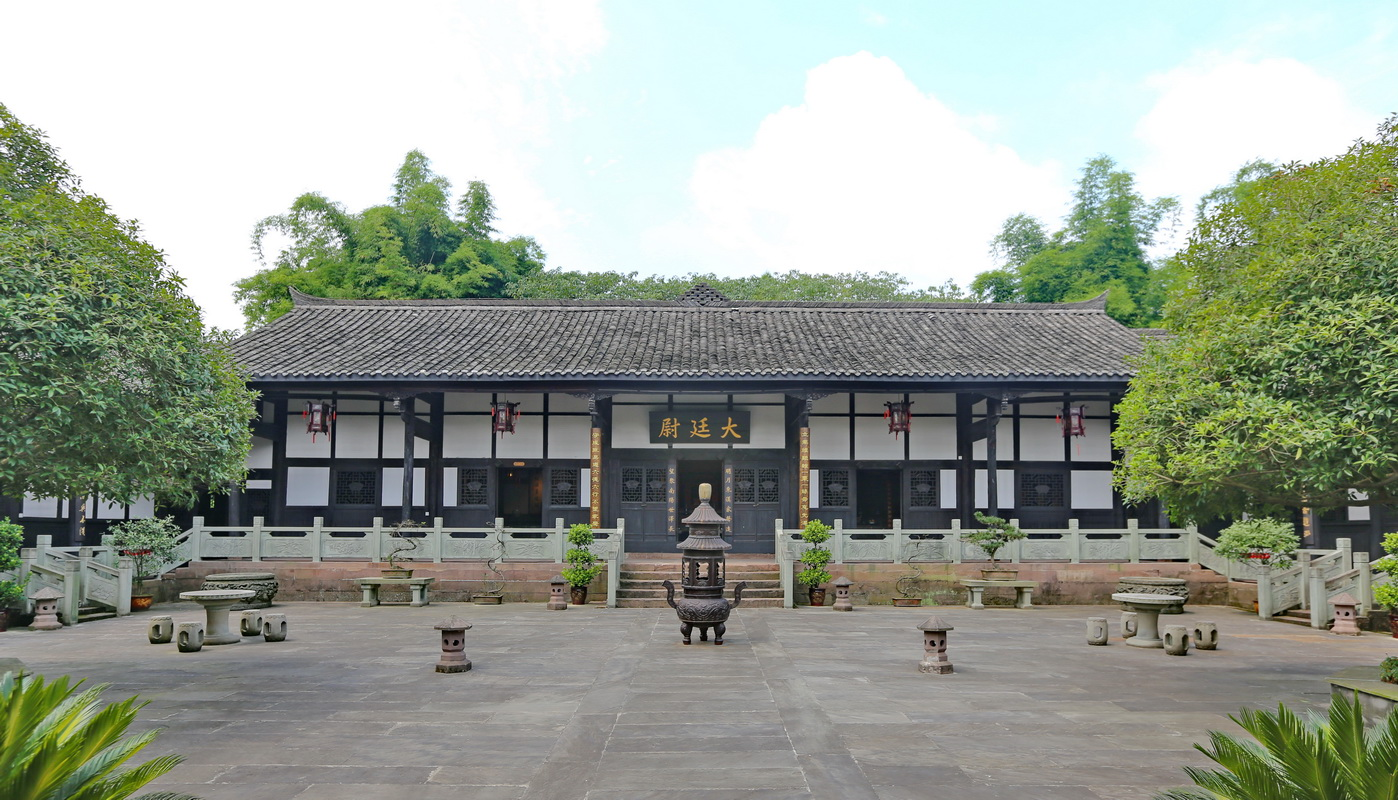
Бывшая резиденция Дэн Сяопина

Развиты сельское хозяйство, автомобильная, пищевая, химическая и фармацевтическая промышленность. В Гуанъане базируются заводы автокомплектующих Guang'an Guangqian Group и Guang'an Biyadi Industry, пищевые фабрики Sichuan Yuechi Sihai Development Industrial и Sichuan Pangdama Food, завод комбикормов Guang'an Wanqian Group, завод металлоконструкций Guang'an Xinguang Electric Power Steel Towers, фармацевтическая фабрика Kelun Pharmaceutical, химический завод Guang'an Chengxin Chemical, завод пластиковых труб Sichuan Jinyi Pipe Industry, цементные заводы Huaying Xinan Cements и Tenghui Cement. 

### Туризм
Гуанъань ежегодно привлекает миллионы туристов, основные локации — дом-музей Дэн Сяопина, живописные ущелья и природные парки.

## Транспорт
Через Гуанъань проходит национальное шоссе Годао 212. В городе строятся две линии наземного монорельсового метро.